# Oliva

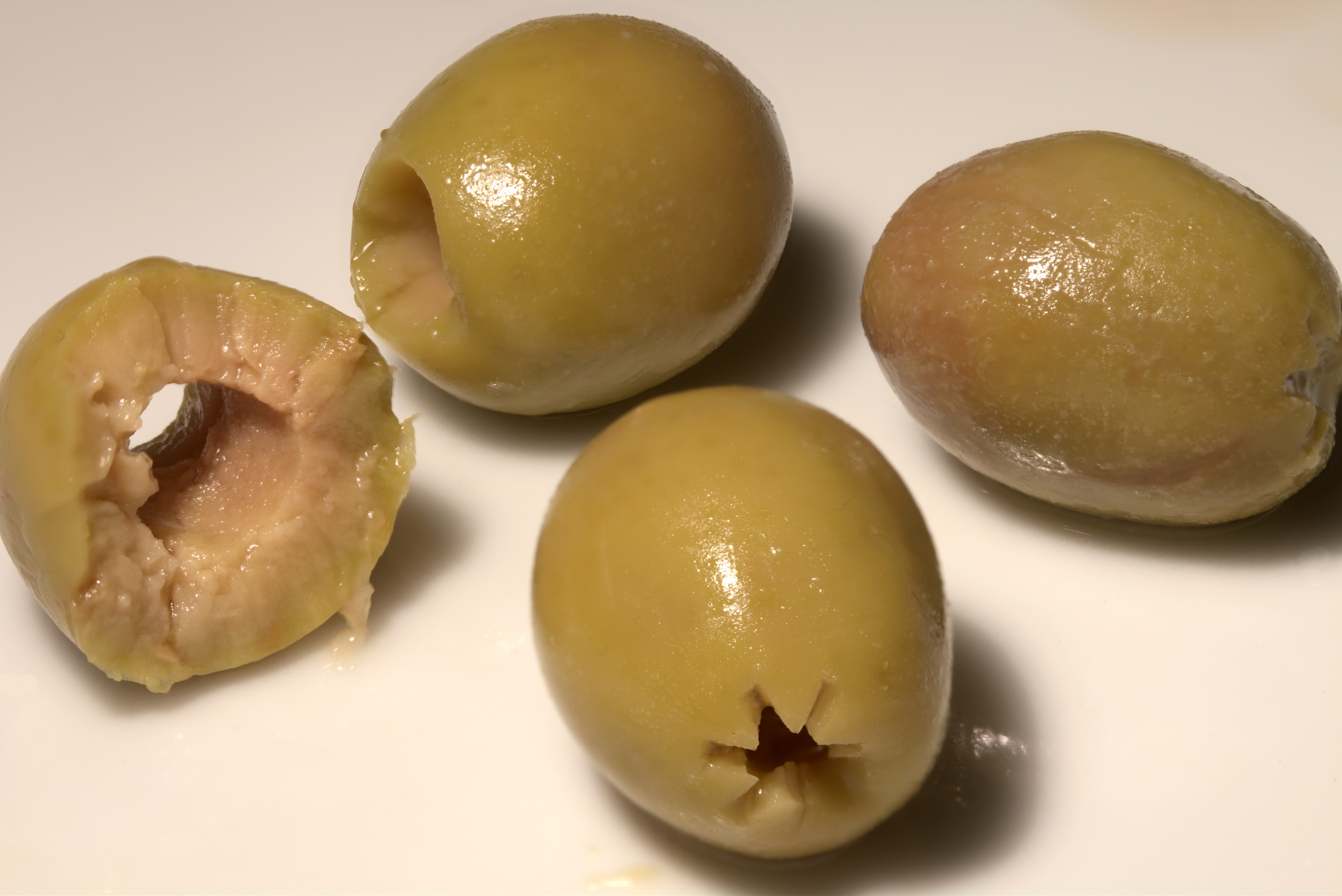
Zelené olivy

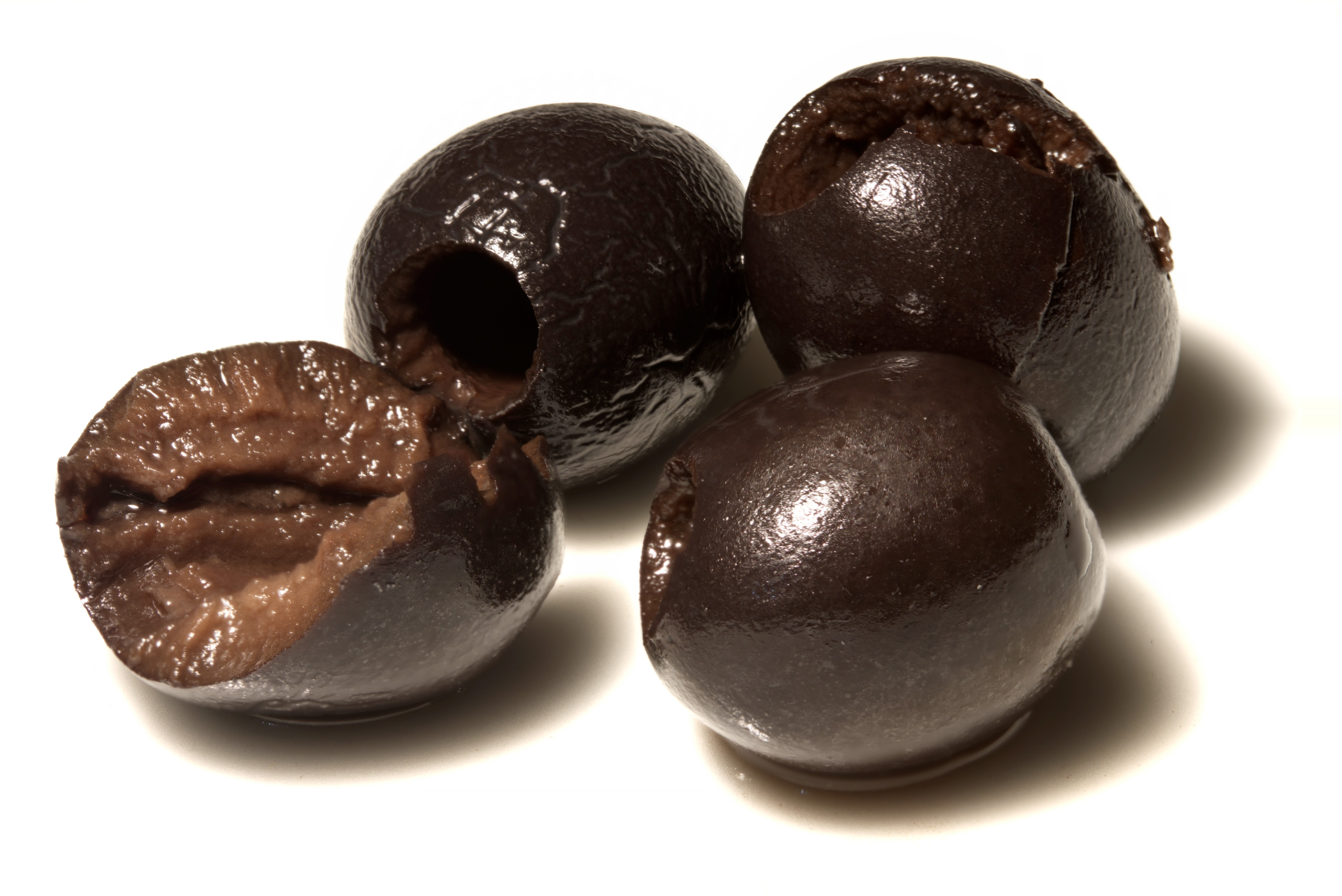
Černé olivy

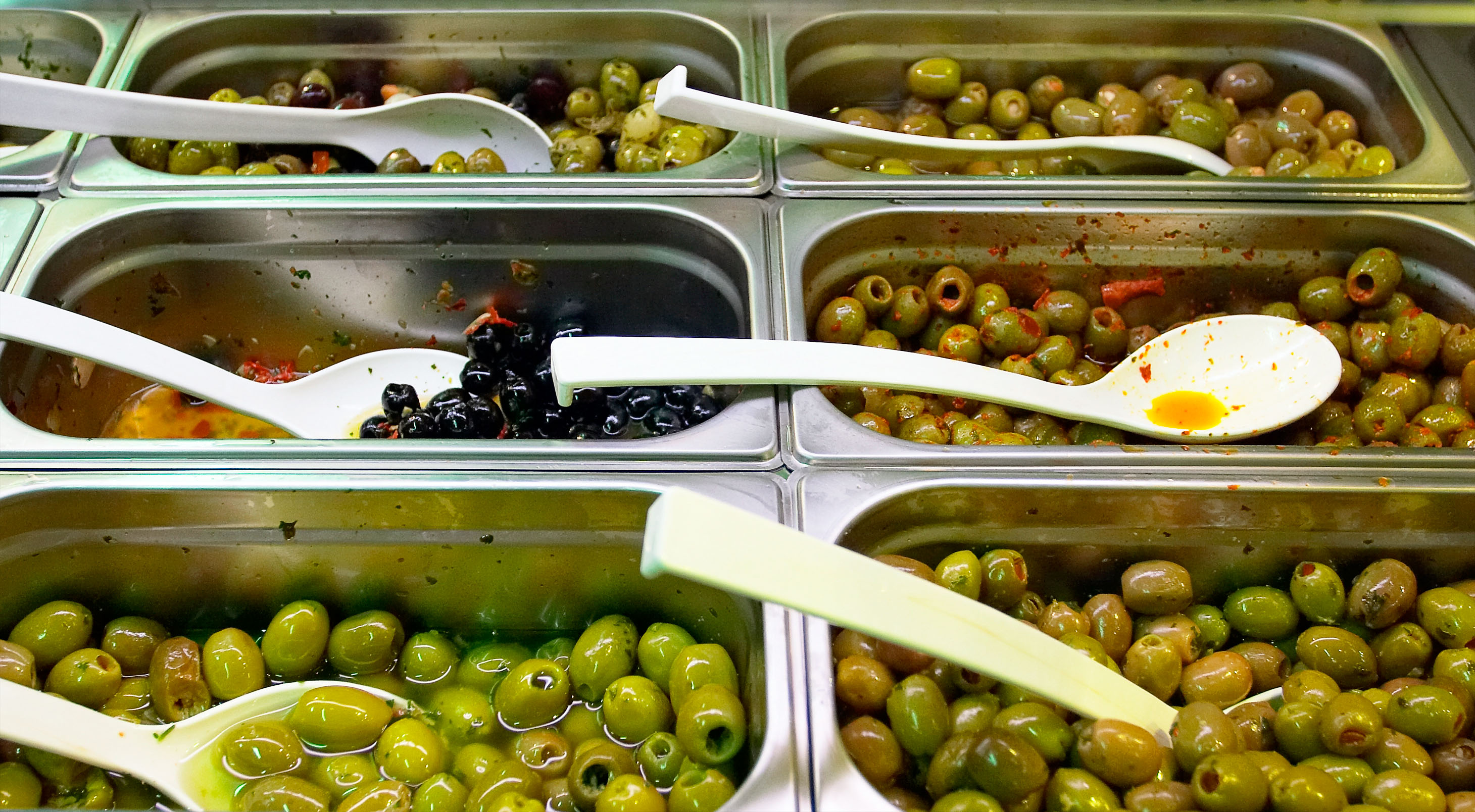
Marinované olivy

Oliva je plodem olivovníku evropského.
Kromě zelených oliv, které se sklízejí na podzim, existují i tmavé olivy sklízené začátkem prosince. Nejde o odlišnou odrůdu. Zelené olivy jsou jen nezralou formou oliv tmavých.
Vyrábí se z nich velmi kvalitní olivový olej a používají se také v různých jídlech. Kvality oliv a olivového oleje využívali již staří Řekové. Olivy mají podle vědců velmi kladný vliv na lidský organismus. Díky svým detoxikačním účinkům hrají velkou roli v boji proti stárnutí, civilizačním a srdečním chorobám, olivový olej lze využít v léčbě mnohých kožních onemocnění. Zlepšují trávení a chuť k jídlu. Několik oliv před hlavním jídlem pomůže zvýšit hladinu žaludečních šťáv, a tak urychlit trávení.

## Pěstování

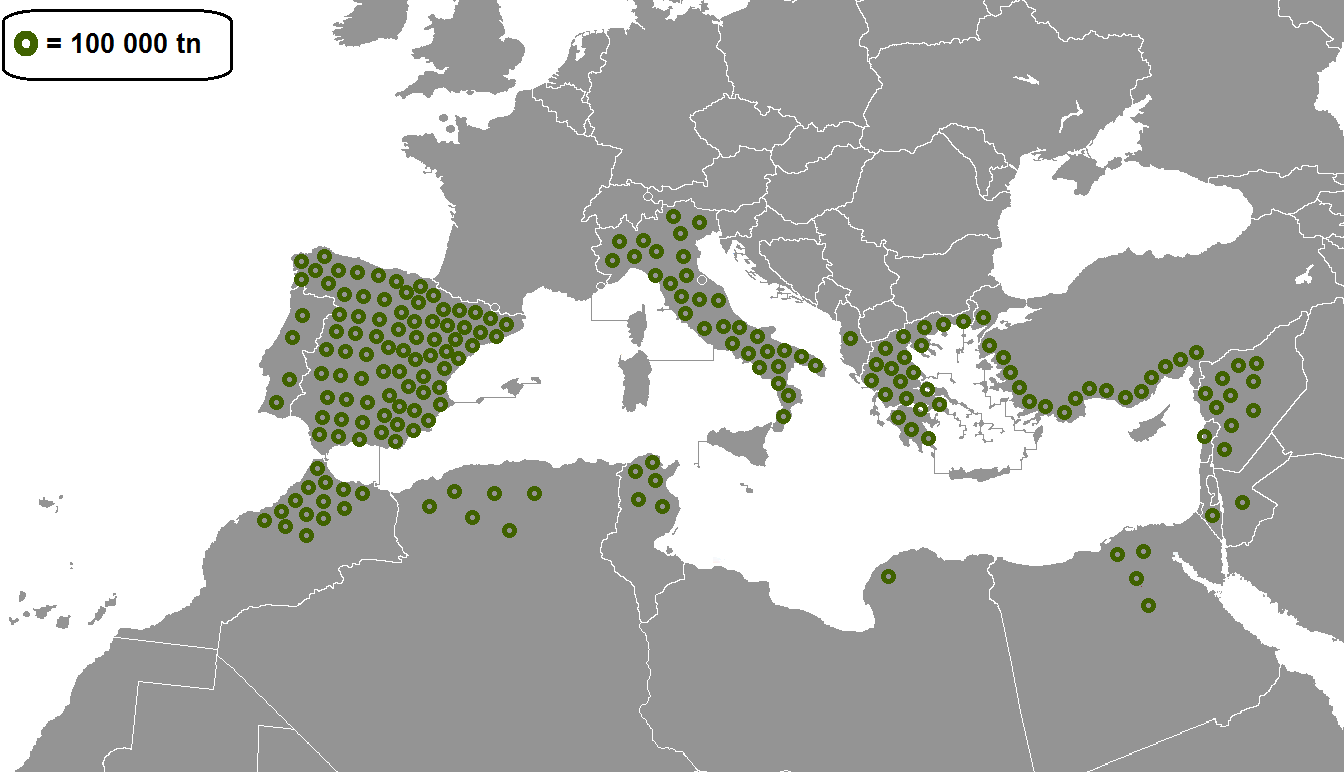
Produkce oliv ve Středomoří

Olivy jsou jedním z nejpěstovanějších druhů ovoce na světě. V roce 2011 bylo olivovníky osázeno 9,6 milionu hektarů, což je více než dvakrát větší plocha než plocha, na níž se pěstují jablka, banány nebo manga. Větší plochu na světě zabírají pouze plantáže určené pro produkci kokosových ořechů a palmového oleje. Rozloha pěstování olivovníků se mezi lety 1960 až 1980 ztrojnásobila z 2,6 na 7,95 milionu hektarů a maxima 10 milionů hektarů dosáhla v roce 2008. Deset největších producentů podle údajů Organizace pro výživu a zemědělství je alokováno ve Středozemí a produkuje 95 % světové produkce oliv.
| Stát/region   | Produkce (t) | Plocha (ha) | Výnos (t/ha) |
| ------------- | ------------ | ----------- | ------------ |
| Svět          | 19 267 000   | 10 650 000  | 1,8091       |
| Evropská unie | 11 686 528   | 5 028 637   | 2,3240       |
| Španělsko     | 6 560 000    | 2 573 000   | 2,5490       |
| Řecko         | 2 343 000    | 887 000     | 2,6414       |
| Itálie        | 2 092 000    | 1 165 000   | 1,7950       |
| Turecko       | 1 730 000    | 846 000     | 2,0460       |
| Maroko        | 1 416 000    | 1 008 000   | 1,4044       |
| Sýrie         | 899 000      | 765 000     | 1,1748       |
| Tunisko       | 700 000      | 1 646 000   | 0,4253       |
| Alžírsko      | 697 000      | 424 000     | 1,6437       |
| Egypt         | 694 000      | 67 000      | 6,7293       |
| Portugalsko   | 617 000      | 355 000     | 1,7394       |

## Triky obchodníků s barvou
Lidé se mohou setkat s olivami ve dvou barvách v obchodech – zelenými a černými. Černé olivy zrají delší dobu a mění barvu na tmavě fialově hnědou. Poté se černé olivy nakladají do solného nálevu, aby se zakonzervovaly. Proces konzervace trvá i několik týdnů. Kvůli úspoře času a peněz obchodníci nakládají olivy do chemického nálevu s vysokým obsahem železa. Olivy v chemické lázni rychleji zčernají.  Zčernalé olivy se následně prodávají jako dozrálé černé olivy, a to za výrazně nižší cenu než černé olivy, které přírodně dozrály. Pro chemický nálev se používá glukonát železnatý nebo mléčnan železnatý. Češi nemají rádi konzumaci oliv, dle informací z reportáže novinářky Moniky Rusové z redakce CNN Prima News, protože dávají přednost obarveným černým olivám s nižší cenou a trpčí chutí.